# Tiszaalpár
Tiszaalpár este un sat în districtul Tiszakécske, județul Bács-Kiskun, Ungaria, având o populație de 4.971 de locuitori (2011). 

## Demografie
Componența etnică a satului Tiszaalpár
     Maghiari (92,64%)
     Romi (5,88%)
     Necunoscut (0,33%)
     Alții (1,14%)
Componența confesională a satului Tiszaalpár
     Romano-catolici (66,71%)
     Fără religie (7,56%)
     Reformați (3,88%)
     Necunoscută (21,06%)
     Alte religii (1,95%)
Conform recensământului din 2011, satul Tiszaalpár avea 4.971 de locuitori. Din punct de vedere etnic, majoritatea locuitorilor (92,64%) erau maghiari, cu o minoritate de romi (5,88%). Apartenența etnică nu este cunoscută în cazul a 0,33% din locuitori.  Din punct de vedere confesional, majoritatea locuitorilor (66,71%) erau romano-catolici, existând și minorități de persoane fără religie (7,56%) și reformați (3,88%). Pentru 21,06% din locuitori nu este cunoscută apartenența confesională.